# Bački Monoštor
Bački Monoštor (en serbe cyrillique : Бачки Моноштор;t en croate Monoštor;t en hongrois Monostorszeg) est une localité de Serbie située dans la province autonome de Voïvodine et sur le territoire de la ville de Sombor, district de Bačka occidentale. En 2022 elle comptait 2 647 habitants
Bački Monoštor est officiellement classé parmi les villages de Serbie.

## Démographie

### Évolution historique de la population
| 1948  | 1953  | 1961  | 1971  | 1981  | 1991  | 2002  | 2011  |
| ----- | ----- | ----- | ----- | ----- | ----- | ----- | ----- |
| 4 555 | 4 635 | 4 560 | 4 590 | 4 242 | 4 205 | 3 920 | 3 425 |

|  |